# Château de La Colle Noire
Pour les articles homonymes, voir colle (homonymie).
Le château de La Colle Noire est une demeure située à l’entrée du Pays de Fayence, à la limite des Alpes-Maritimes et du Var. Il est édifié sur un promontoire dominant la plaine de Montauroux. Le château est entouré d’un parc dans lequel se trouve une chapelle dédiée à sainte Anne. L'ensemble date du milieu du XIXe siècle tout en ayant été entièrement remanié par Christian Dior à partir de 1950. Il est la propriété des Parfums Christian Dior depuis 2013.

## Histoire
Du XVe siècle jusqu'au début du XIXe siècle, le lieu est qualifié de diverses façons : La Colle Narbonne (colle pour colline), La Colle, La Colle Noire, logis de La Colle, etc. C'est cependant à partir de 1826 que le domaine prend véritablement forme, lorsqu'Henri-Emmanuel Poulle (1792–1877), avocat, premier président de la Cour d'Aix-en-Provence puis député du Var, issu d’une vieille famille de Montauroux, devient propriétaire du « domaine de La Colle », qui par extension, prendra le nom du hameau voisin pour devenir le « domaine de La Colle Noire ».
À partir de 1839, Henri-Emmanuel Poulle crée sur le domaine un relais des Postes, dont le bâtiment servira vraisemblablement de base au futur château. Au fil du temps, par diverses acquisitions, le domaine atteint une superficie de plus de 90 hectares, devenant une vaste exploitation agricole, composée principalement de labours, de pâtures, de vignes et de muriers. C'est en 1858, à l’âge de 66 ans, qu'Henri-Emmanuel Poulle décide d'y construire une demeure pour sa retraite. La construction va durer trois ans, de 1858 à 1861. La façade avec ses deux tours emblématiques, dominant la plaine, date de cette époque. C'est également durant cette période qu'H-E. Poulle fait édifier une chapelle dédiée à sainte Anne, référence à sa fille Anne-Victoire. Henri-Emmanuel Poulle possède également dans le village même de Montauroux, une chapelle dédiée à saint Barthélémy, à proximité de l'église paroissiale. En raison de la perte de son titre de propriété, elle ne put être vendue comme bien national sous la Révolution française et fut ainsi soustraite au vandalisme pendant la révolution de 1870 en intégrant le patrimoine d'H-E. Poulle. Elle sera transmise à Christian Dior qui l'offrira à la commune de Montauroux en 1953. Construite en 1634 par les Pénitents Blancs, elle présente encore de nos jours un décor peint sur bois dont sont entièrement ornés les murs ainsi que la voûte. 
À la mort de Henri-Emmanuel Poulle en 1877, la propriété passe à sa fille, Anne-Victoire (1827-1894), mariée à Félix Reibaud, maître des Postes du secteur. Anne-Victoire, très pieuse, obtient de l'évêque de Fréjus, que le curé de Montauroux puisse dire la messe à la chapelle Sainte-Anne, dans la propriété, tous les dimanches excepté à Noël, Pâques et autres fêtes. Les habitants du quartier prennent alors l’habitude de venir entendre la messe à La Colle Noire. La chapelle Sainte-Anne est toujours consacrée de nos jours. À la mort d’Anne-Victoire en 1894, son fils, Paul Félix Honoré Reibaud hérite du domaine de La Colle Noire. Chef de bureau au ministère de la Justice à Paris, il se désintéresse de cette propriété située dans le lointain Var dont sa famille est originaire. À l'abandon, la propriété est cédée à un industriel nommé Fayolle, dont la veuve revend le domaine en 1921 à Pierre Grosselin. 
Le 25 octobre 1950, la propriété, toujours d'une superficie de plus de 90 hectares, composée d'une maison noble, de bâtiments agricoles et de terres principalement cultivées en vignes et en fleurs, est rachetée par Christian Dior.

## Christian Dior à La Colle Noire

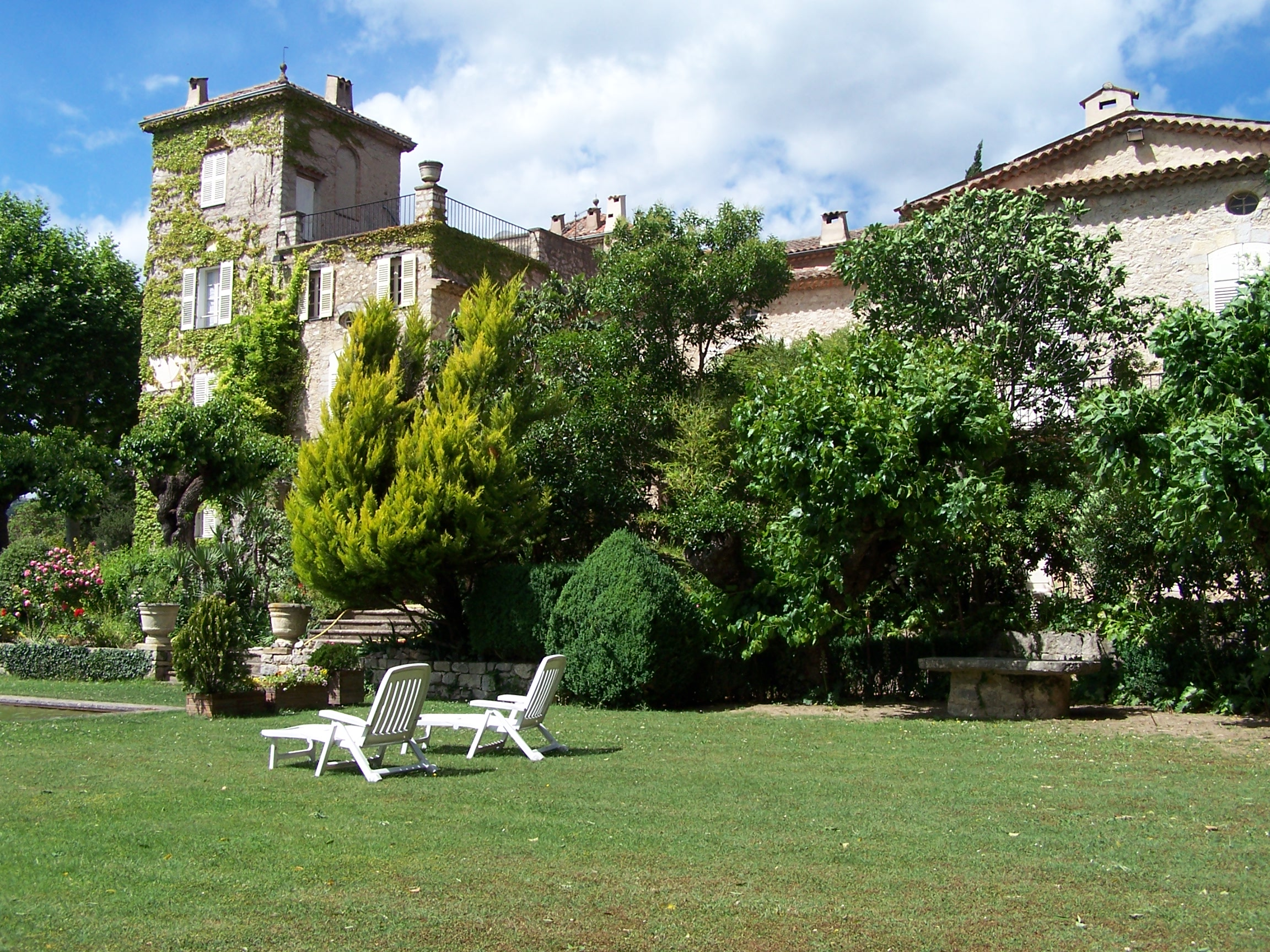
La Colle Noire

Alors célèbre et reconnu — sa maison de couture est créée en 1946 et sa maison de parfums en 1947 — Christian Dior acquiert cette propriété emblématique dans une région qu'il connait bien. En effet, son père, veuf depuis 1931, vit dans la plaine de Callian avec sa jeune sœur Catherine, inspiratrice du parfum Miss Dior. « Et puis Miss Dior est née. Elle est née de ces soirs de Provence traversés de lucioles où le jasmin vert sert de contre-chant à la mélodie de la nuit et de la terre ».
C'est donc dans cette Provence chère à son cœur, dans l'arrière-pays varois mal accessible que Christian Dior aménagera sa maison, loin de Paris et du 30 avenue Montaigne, siège de sa maison de couture. « Elle se trouve à Montauroux, près de Callian où une bonne étoile m’avait permis, il y a quinze ans, de trouver la tranquillité et de préparer une nouvelle existence. De cette maison-là, je ne peux pas dire grand-chose puisque je suis en train de la faire. Elle est simple, solide et noble, et sa sérénité convient à la période de la vie qu’il me faudra bien aborder dans quelques années. Cette maison-là, je voudrais qu’elle fût ma vraie maison. Celle où – si Dieu me prête longue vie – je pourrai me retirer. Celle où – si j’en ai les moyens – je pourrai boucler la boucle de mon existence et retrouver, sous un autre climat, le jardin fermé qui a protégé mon enfance. Celle où je pourrai vivre enfin tranquille, oubliant Christian Dior pour redevenir tout simplement Christian. C’est à Montauroux que j’écris ces dernières lignes ».
C'est à l'architecte d'origine russe André Svétchine que Christian Dior confia la restauration et la rénovation de La Colle Noire à partir de 1955. Ses amis Raymonde Zehnacker à Mougins puis Marc Chagall à Saint-Jean-Cap-Ferrat et à Saint-Paul-de-Vence sollicitèrent également cet architecte alors spécialisé dans la transformation de « demeures rurales, ni simples fermes, ni véritables châteaux ». Considérant que l'équilibre de l'architecture suffisait à la décoration d'une maison, la pierre fut mise à nu, les perspectives restaurées et agrandies, les accès repensés avec notamment la transformation de l'aile de service en une entrée principale aux allures de bastide du XVIIIe siècle. Plantée de cyprès, cette allée mène au hall d'entrée hexagonal, sorte d'atrium dessiné par Christian Dior lui-même, où le sol en calade provençale dessine un motif de rose des vents cher à son enfance en Normandie. À cette façade située au Nord répond la façade Sud, asymétrique, aux allures de villa provençale des années 1940-50. Elle se reflète dans un miroir d'eau long de 45 mètres, également dessiné par Christian Dior, établissant un contraste entre les sinuosités du paysage et la rigueur de ses lignes droites. 
Entièrement repensée, la distribution inclut un grand escalier avec éclairage zénithal menant aux « chambres à donner » aux amis de passage, une succession de pièces de réception, dont le grand salon mesurant plus de 18 mètres de long ouvrant sur une terrasse qui domine le miroir d'eau. Mêlant meubles d'époque, confort des années 1950, références à la Provence ou à l'Angleterre, « c'est un art de vivre que Christian Dior voulait inventer à la Colle Noire », tel que le déclara André Svétchine. Les pièces de réception et l'appartement de Christian Dior sont meublés avec éclectisme, décorés d'objets des XVIIIe et XIXe siècles achetés auprès d'antiquaires, tandis que certaines chambres ont pour thème les styles Louis XV ou Louis XVI « parmi une multitude d'autres styles ».
Si la Provence a inspiré à Christian Dior la création de Miss Dior dès 1947, c'est le muguet de La Colle Noire qui est à l'origine de Diorissimo, créé en 1956 par Edmond Roudnitska. C'est cette tradition qui a inspiré en 2016 à François Demachy, parfumeur-créateur des Parfums Christian Dior, La Colle Noire, dont les fleurs proviennent du champ de roses de Mai planté en hommage dans le parc du domaine.
Après le décès de Christian Dior survenu le 23 octobre 1957, sa sœur Catherine hérite du domaine qu'elle ne peut conserver et c'est en 2013 que la société des Parfums Christian Dior rachète La Colle Noire. Entretemps, la propriété a appartenu aux Laroche, propriétaires de La Réserve à Beaulieu, puis à M. et Mme Tassou.
Le groupe anglais Oasis y a enregistré en partie son 4e album Standing on the shoulder of giants d'avril à août 1999.
Après une intense restauration menée à partir de 2015, La Colle Noire est inaugurée par les Parfums Christian Dior le 9 mai 2016 en présence de Charlize Theron, retrouvant sa vocation d'accueillir « les amis de la maison »,. La Colle Noire illustre ce retour aux sources que sont pour les parfums Christian Dior la culture des fleurs et la création des parfums dans le « grand pays grassois »,.

### Sources
- Musée Christian-Dior Granville, Florence Müller et al., Dior, le bal des artistes : [exposition], Granville, Villa Les Rhumbs, Musée Christian Dior, [14 mai-25 septembre 2011], Versailles, ArtLys, mai 2011, 111 p. (ISBN 978-2-85495-441-8)
- Anne Bianchi, « Plus près du paradis », Vanity Fair, no 36,‎ juin 2016, p. 88 à 93
- Marie-France Pochna, Christian Dior, Paris, Flammarion, 1994, 391 p. (ISBN 978-2-08-068779-1)